# John Irving (capitaine)
Pour les articles homonymes, voir John Irving et Irving.
John Irving (24 novembre 1854 - 10 octobre 1936) est un homme politique canadien de la Colombie-Britannique. Il est député provincial indépendant de la circonscription britanno-colombienne de Cassiar de 1894 à 1900.

## Biographie

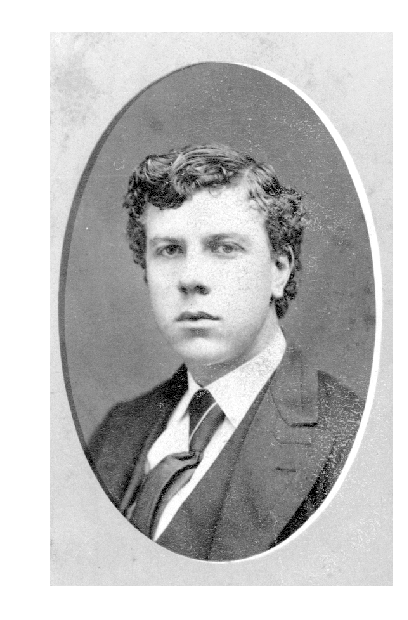
John Irving à 19 ans

Né à Irvington (en) à Portland en Oregon, Irving s'établit avec sa famille à New Westminster en 1859. Le père de John, William Irving travaille sur la rivière Fraser et devient partenaire de la Victoria Steam Navigation Company qui construit deux bateaux à roues à aubes, le Governor Douglas et le Colonel Moody qui assure la liaison entre New Westminster et Victoria. N'ayant pas le monopole de la route, un guerre de prix commence avec le principal rival, le capitaine William Moore (en), qui opère le navire Henrietta sur la même route.
En 1862, les annonces de la ruée vers l'or de la région de Cariboo (en) amènent près de 4 000 mineurs dans la région. William Irving vend alors ses bateaux à John Wright et construit les navires Reliance et Onward afin de transporter les mineurs et leurs productions de Yale avant la construction de la route Cariboo vers les champs miniers de Barkerville.
John Irving a seulement 18 ans lors que son père décède en août 1872 à New Westminster. Il prend alors en charge la gestion du Onward et du Reliance.

### Fleuves Fraser et Stikine

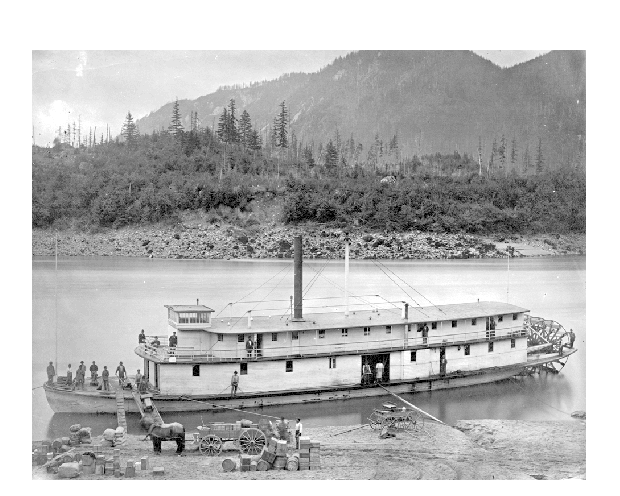
Le Reliance à Yale (1880)

En 1873, Irving passe la commande du Glenora devant être mis en service l'année suivante en 1874. Le Glenora avait pour but de faire la navette à travers le fleuve Stikine pour les mineurs et le matériel pendant la ruée vers l'or de la région de Cassiar (en). Malgré le fait que la Stikine était le territoire de William Moore, ce dernier était occupé à prospecter, le Glenora n'avait comme compétiteur que le Hope du capitaine Parson. En juin, Irving et Parson s'entendent et le Glenora est dirigé vers le fleuve Fraser.
En 1874, Irving fait l'acquisition du Royal City au capitaine Parson qui sombre avec sa femme et sa fille lors du naufrage du SS Pacific (en) l'année suivante.
William Moore revient sur la scène en 1875 et entame une féroce compétition avec Irving. Un guerre de prix se met en place alors que le Gertrude de Moore offrait le voyage entre New Westminster et Yale au coût de 1$. Voyant que l'entreprise ne permettait pas d'engranger de profit, Moore stationne le Gertrude à Victoria, laissant le champ libre à Irving. 
En 1876, Irving fait construire le Reliance pour opérer sur le fleuve Stikine. Cependant, après consultation avec Moore, les deux capitaines décident de demeurer chacun sur leur rivière. 
À la suite du naufrage du Glenora en 1879 à l'entrée de la rivière Harrison (en), Irving le remplace par le William Irving.
Au tournant de 1881, seuls cinq vaisseaux opéraient, soit le Reliance, le Royal City et le William Irving d'Irving, ainsi que le Cassiar et le Western Slope de Moore. Les deux capitaines se livraient une lutte au profit avec l'augmentation des affaires causées par la construction du chemin de fer Canadien Pacifique. Se livrant une lutte aux passagers, Irving fait l'acquisition du Elizabeth J. Irving pour compétitionner le versant ouest du fleuve Fraser. Néanmoins, le nouveau bateau, qui avait coûté 80 000 dollars, prend feu lors de son deuxième voyage à mi-parcours près de Hope. Le sinistre, entraînant la mort de quatre membres d'équipage issus des Premières Nations, de deux chevaux et de deux vaches, est un dur coup financier pour Irving,. 

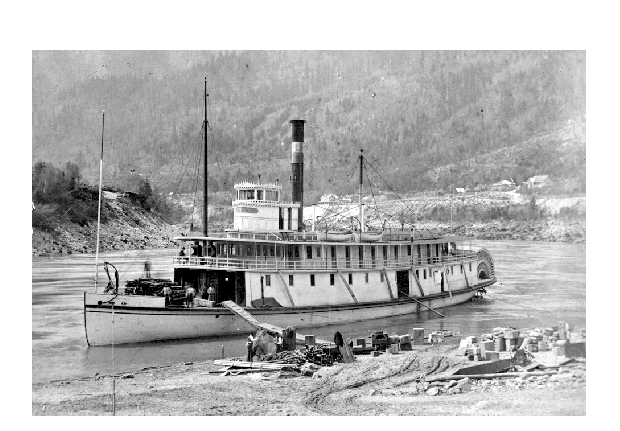
Irving's RP Rithet à Yale (1882)

En 1882, Irving commande la construction du R.P. Rithet (en). Considéré comme un palace flottant par les journaux de New Westminster, le R.P. Rithet parvient à éclipser William Moore de la compétition à la suite de la faillite de ce dernier. Irving fait ensuite l'achat du Western Slope aux enchères. Dans un gestion de bonne volonté, Irving embauche les trois fils de Moore parmi ses membres d'équipage. 
En 1883, Irving, alors âgé de 29 ans, devient directeur-général de la Canadian Pacific Navigation Company. Malgré un avenir qui s'annonçait prometteur, la construction du chemin de fer remplace Yale par Ashcroft comme port d'accès vers la région de Cariboo. La compagnie fait ensuite l'acquisition du Yosemite (en) qui était immobile à Oakland en Californie entre 1879 et 1883,.

### Haut fleuve Fraser

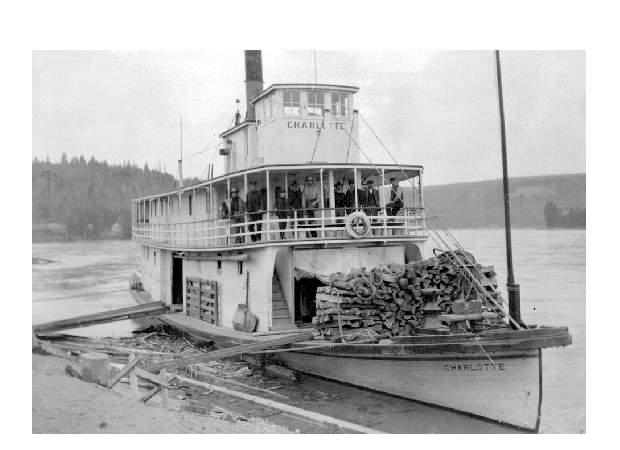
Le Charlotte à Quesnel (1898)

En 1896, Irving fait un partenariat avec Stephen Tingley (en), ancien propriétaire de la BC Express Company (en), et avec le sénateur James Reid de Quesnel et ancien propriétaire de la North British Columbia Navigation Company. Les partenaires embauche Alexander Watson pour la construction du Charlotte (en). Le navire est alors piloté par Frank Odin et ensuite Owen Forrester Browne (en) et opérait entre Soda Creek et Quesnel et représente le seul navire en service dans la haute région du fleuve Fraser jusqu'en 1909.

### Achat par la CPR

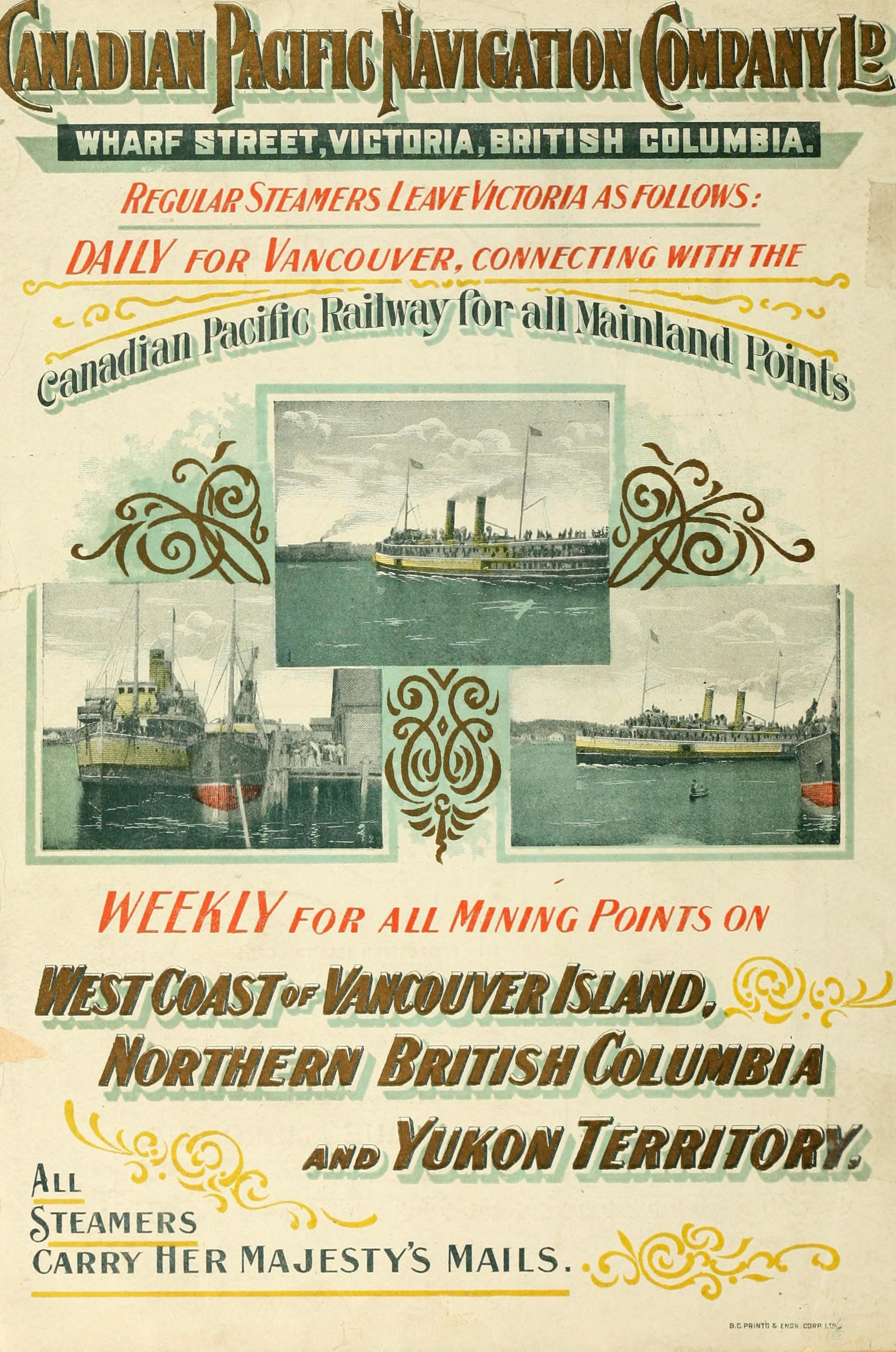
Publicité de décembre 1899 dans le British Columbia Mining Record du CPNC

En 1901, la Canadian Pacific Railway (CPR) fait l'acquisition de l'entreprise d'Irving, la Canadian Pacific Navigation Company (en) (CPNC), et lui permet de voyager gratuitement sur leurs bateaux pour le reste de sa vie. 

### Carrière politique
Irving siège à l'Assemblée législative de la Colombie-Britannique en tant que député de Cassiar de 1894 à 1901,.

### Dernières années
L'historien Norman R. Hacking visite le capitaine John Irving et écrit à son propos: 
« Les derniers jours du capitaine Irving furent tristes. Il jouait ou donnait son argent. En quelques années, son beau manoir à Victoria, ses chevaux et ses écuries, la richesse accumulée d'une carrière commerciale des plus réussies ; tous étaient partis. La mort de son fils unique Willie au cours de la Première Grande Guerre fut un coup dur, et le vieil homme proposa galamment de s'enrôler et de prendre la place de son fils. »
Alors que Irving bénéficiait d'un laissez-passer à vie pour l'utilisation des navires du CPR, ce dernier l'utilisait abondamment compte tenu de son absence de domicile régulier. Son ami et capitaine du CPR James William Troup (en) s'assurait de toujours le recevoir avec bienvellance. À la suite de la retraite de Troup, son successeur estimait que Irving abusait de son privilège et ordonnent à ses capitaines de lui faire payer ses frais d'hébergement et de repas. Cette directive sera toutefois ignorée par la capitaines du CPR.
Hacking décrit les dernières années de Irving de cette façon:
« Dans ses dernières années, le capitaine Irving vivait dans un petit magasin reconverti sur West Pender Street à Vancouver. Avec sa grande silhouette et sa barbiche blanche, c'était un très beau gentleman. Sa remarque préférée lorsqu'il rencontrait un vieil ami dans la rue était « Que diriez-vous d'un sourire ? » Il est mort en 1936, pauvre de tout sauf d'amis. »
Irving meurt à Vancouver en 1936 à l'âge de 81 ans.